# 544e Volksgrenadierdivisie
De 544e Grenadierdivisie / 544e Volksgrenadierdivisie (Duits: 544. Grenadier-Division / 544. Volksgrenadier-Division) was een Duitse infanteriedivisie tijdens de Tweede Wereldoorlog. 

## Geschiedenis
De divisie werd opgericht als zogenaamde Sperrdivisie op 10 juli 1944 op Oefenterrein Grafenwöhr in Wehrkreis XIII als onderdeel van de 29. Welle, uit de zich daar in oprichting bevindende Infanteriedivisie Grafenwöhr.

## 544e Grenadierdivisie
Vrijwel direct daarna kwam de divisie in actie aan het oostfront. Eind juli 1944 bevond de divisie zich nabij Rzeszów ten westen van Lemberg. In augustus 1944 was de eenheid bij verwikkeld in zware gevechten met de eenheden van het 60e Sovjetleger en leed steeds zwaardere verliezen. Verzwakt door het afweren van Sovjetaanvallen trok de divisie zich eind augustus ongeveer vijftig kilometer westwaarts terug naar het Dębica-gebied ten oosten van Krakau. De Duitse troepen probeerden een nieuwe frontlinie op te bouwen. Op 9 oktober 1944 werd de divisie omgedoopt tot 544e Volksgrenadierdivisie.

## 544e Volksgrenadierdivisie
De divisie werd meteen ook op dezelfde stand gebracht als de divisies van de 32. Welle door toevoegen van extra divisie-eenheden. De divisie kon de stellingen voor Dębica houden van eind augustus 1944 tot januari 1945. De Sovjet-uitbraak uit het Baranów Sandomierski-bruggenhoofd dwong de eenheid zich in februari 1945 terug te trekken naar Opper-Silezië, via Bielitz-Biala en Skotschau naar het gebied Mährisch Ostrau. Daar kon de divisie zich handhaven tot april 1945. Toen het front in Opper-Silezië instortte, trok de divisie zich terug naar het gebied ten oosten van Brno.

### Einde
De 544e Volksgrenadierdivisie capituleerde op 8 mei 1945 tegenover Sovjettroepen in de regio Brno.

## Bovenliggende bevelslagen
| Legerkorps         | Leger          | Legergroep               | Plaats/regio  | Begin              | Eind            |
| ------------------ | -------------- | ------------------------ | ------------- | ------------------ | --------------- |
| 59e Legerkorps     | 17. Armee      | Heeresgruppe Nordukraine | Polen         | eind juli 1944     | augustus 1944   |
| XI SS Korps        | 17. Armee      | Heeresgruppe Nordukraine | Polen         | eind augustus 1944 | september 1944  |
| 59e Legerkorps     | 17. Armee      | Heeresgruppe A           | Polen         | september 1944     | 28 januari 1945 |
| 59e Legerkorps     | 1. Panzerarmee | Heeresgruppe Mitte       | Opper-Silezië | 29 januari 1945    | mei 1945        |
| direct onder bevel | 1. Panzerarmee | Heeresgruppe Mitte       | Moravië       | mei 1945           |                 |

## Commandanten
| Rang                                               | Naam         | Begin        | Eind       |
| -------------------------------------------------- | ------------ | ------------ | ---------- |
| Generalmajor vanaf 9 november 1944 Generalleutnant | Werner Ehrig | 15 juli 1944 | 8 mei 1945 |

## Samenstelling
- Grenadier-Regiment 1082
- Grenadier-Regiment 1083
- Grenadier-Regiment 1084
- Artillerie-Regiment 1544
- Divisie-eenheden 1544, deels ook 544